# Ole Hegge
Ole Hegge (n. 3 septembrie 1898, Comuna Bardu, Troms, Norvegia – d. 2 iunie 1994, New York, SUA) a fost un schior de fond ce a reprezentat Norvegia, medaliat olimpic. A participat la 2 ediții ale Jocurilor Olimpice (1928, 1932) în care a câștigat o medalie de argint.